# Otto Göckeritz
Friedrich Otto Göckeritz (*  30. Juni 1865 in Buchholz; † 10. März 1935) war ein deutscher Ingenieur und Pionier der Automobilindustrie. Er war der langjährige Technische Leiter der Adlerwerke vorm. H. Kleyer AG.

## Leben und Wirken

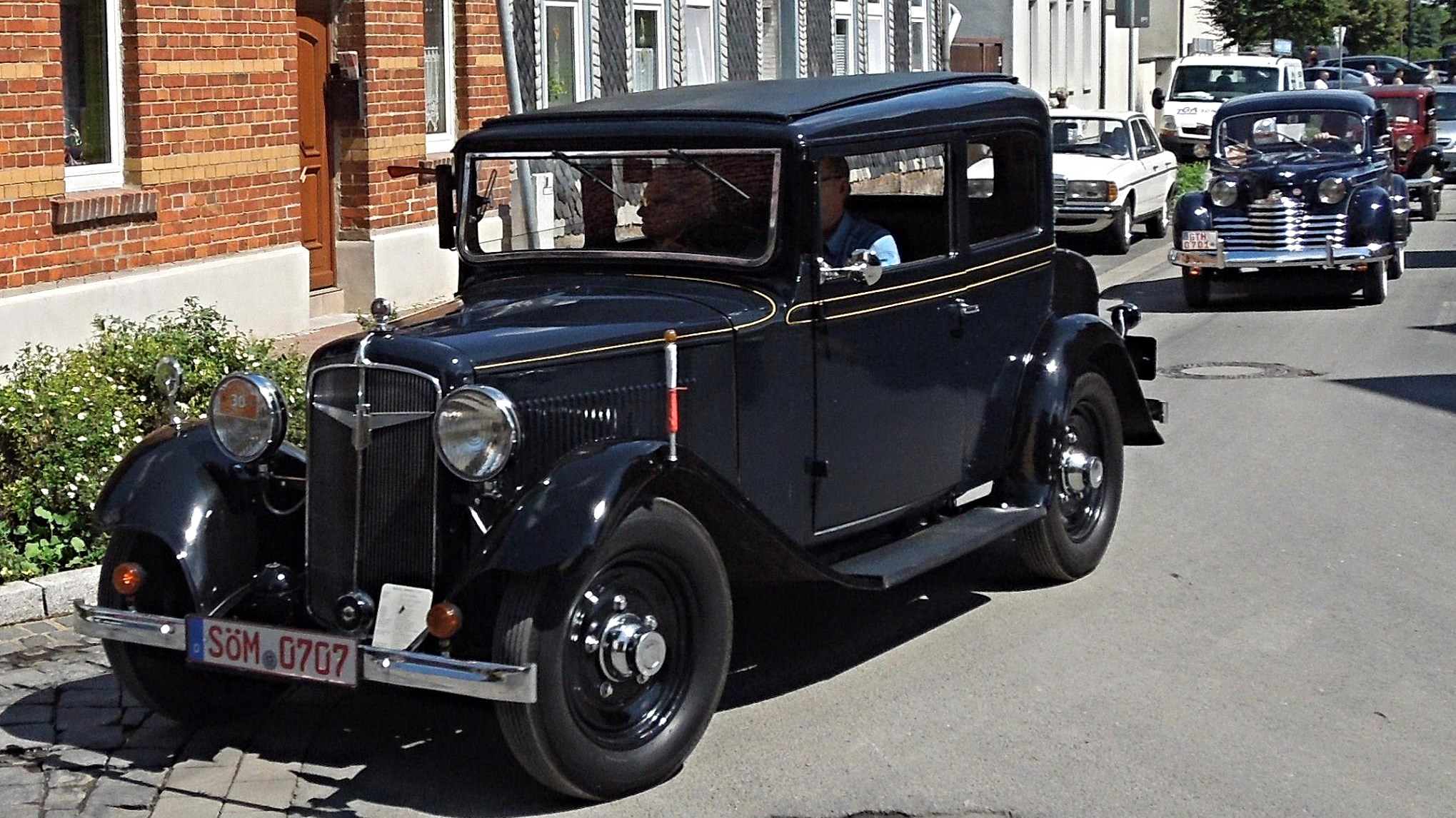
Adler-Primus

Göckeritz stammte aus dem sächsischen Erzgebirge und wurde in der Bergstadt Buchholz bei Annaberg geboren. Seine Eltern waren der Posamentierer Carl Göckeritz und dessen Ehefrau Ernestine Wilhelmine geborene Börner. Nach dem Besuch der Volksschule begann Göckeritz 1890 als Arbeiter am Schraubstock an den Adlerwerken. Dort stieg er schon bald zum Werkmeister und später zum Betriebsleiter auf. Eine Reihe der erfolgreichen Adler-Modelle verdanken ihm dem  ihr Entstehen. Besonders verdient machte sich Göckeritz um den deutschen Kleinwagen, als dessen Pionier er gilt (Adler 4/7 PS 1908). Auch mit der Konstruktion des Adler-Primus hatte er einen durchschlagenden Erfolg, daneben konstruierte der den Adler-Standard und Adler-Favorit. 1933 trat er als Direktor in den Ruhestand.

## Familie
In Frankfurt am Main heiratete Göckeritz am 30. März 1894 Frieda Carolina Henrietta Albertina geborene Kahl, die Tochter des Portiers Christoph Kahl.

## Ehrungen
- 1928 Verleihung des Titels Dr.-Ing. e. h. durch den Rektor und Senat der Technischen Hochschule Karlsruhe.[4]